# Yvonne Strahovski

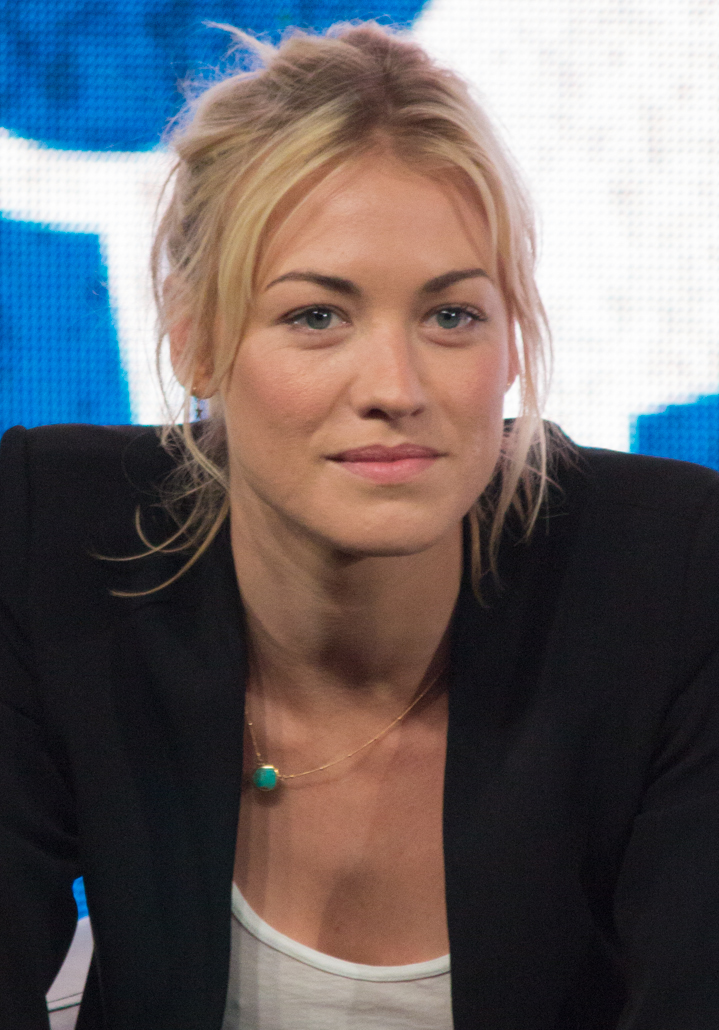
Yvonne Strahovski (2014)

Yvonne Strahovski, właśc. Yvonne Jaqueline Strzechowski (ur. 30 lipca 1982 w Sydney) – australijska aktorka pochodzenia polskiego.

## Życiorys
Strahovski urodziła się w rodzinie Bożeny i Piotra Strzechowskich, emigrantów z Tomaszowa Mazowieckiego. Jej ojciec jest inżynierem elektronikiem, a matka technikiem laboratoryjnym. Mówi biegle po polsku i angielsku.
Po raz pierwszy występowała jako aktorka w szkolnych przedstawieniach. Ukończyła liceum Santa Sabina College w Strathfield, a następnie zdobyła dyplom szkoły aktorskiej przy University of Western Sydney (2003). Debiutowała rolą w krótkometrażowym filmie Double the Fist: Fear Factory (2004). Po studiach zaczęła karierę w australijskiej telewizji. Pierwszą większą rolą był występ w filmie Droga donikąd (2006), który zwrócił na nią uwagę producentów amerykańskich. Szybko przeprowadziła się do USA, gdzie zdobyła popularność rolą agentki CIA Sarah Walker w amerykańskim serialu telewizyjnym Chuck (2007–2012) i Hannah McKay w serialu Dexter (2012–2013). W czasie prac nad serialem Chuck, pod wpływem producenta Josha Schwartza, zaczęła w pracy zawodowej używać nazwiska Strahovski.
Przełomem w jej karierze była rola Sereny Joy w serialu Opowieść podręcznej.
Użyczyła głosu i twarzy Mirandzie Lawson, postaci z gry Mass Effect 2. Postać ta pojawia się również epizodycznie w kontynuacji gry, Mass Effect 3.

## Filmografia
| Rok  | Film                                      | Rola                    | Uwagi                    |
| ---- | ----------------------------------------- | ----------------------- | ------------------------ |
| 2006 | Droga donikąd (Gone)                      | Sondra                  | jako Yvonne Strzechowski |
| 2008 | The Plex                                  | Sarah                   |                          |
| 2009 | The Canyon                                | Lori                    |                          |
| 2009 | Persons of Interest                       | Lara                    | jako Yvonne Strzechowski |
| 2010 | Lego: The Adventures of Clutch Powers     | Peg Mooring             | głos, wydanie DVD        |
| 2010 | Matching Jack                             | Veronica                |                          |
| 2010 | I Love You Too                            | Alice                   |                          |
| 2011 | Elita zabójców (The Killer Elite)         | Anne                    |                          |
| 2012 | Mama i ja (The Guilt Trip)                | Jessica                 |                          |
| 2012 | The Outback                               | Miranda                 | głos, animacja 3D        |
| 2014 | Ja, Frankenstein (I, Frankenstein)        | Terra                   |                          |
| 2016 | Tajemnice Manhattanu (Manhattan Nocturne) | Caroline Crowley        |                          |
| 2016 | Widzę tylko ciebie (All I See Is You)     | Karen                   |                          |
| 2018 | He’s Out There                            | Laura                   |                          |
| 2018 | Predator                                  | Emily                   |                          |
| 2019 | Tajemnica anioła (Angel of Mine)          | Claire                  |                          |
| 2021 | Wojna o jutro (The Tomorrow War)          | pułkownik Muri Forester |                          |

| Rok       | Tytuł                                           | Rola             | Odcinki     | Uwagi                   |
| --------- | ----------------------------------------------- | ---------------- | ----------- | ----------------------- |
| 2004      | Double the Fist                                 | Suzie            | 1           | odcinek Fear Factory    |
| 2005–2006 | headLand                                        | Freya Lewis      | 33          |                         |
| 2007      | Morski patrol (Sea Patrol)                      | Martina Royce    | 1           | odcinek Cometh the Hour |
| 2007–2012 | Chuck                                           | Sarah Walker     | 91          |                         |
| 2012–2013 | Dexter                                          | Hannah McKay     | sezon 7 i 8 |                         |
| 2014      | Louie                                           | Blake            | 1           | odcinek Model           |
| 2014      | 24: Jeszcze jeden dzień (24: Live Another Day)  | Kate Morgan      | 12          |                         |
| 2015      | Astronaut Wives Club (The Astronaut Wives Club) | Rene Carpenter   | 10          |                         |
| 2017–2019 | Opowieść podręcznej (The Handmaid’s Tale)       | Serena Joy       |             | główna obsada           |
| 2020      | Stateless                                       | Sofie Werner     | 6           |                         |
| 2024      | Teacup                                          | Maggie Chenoweth | 8           | główna obsada; sezon 1  |

| Rok  | Tytuł              | Rola                      | Uwagi                                                |
| ---- | ------------------ | ------------------------- | ---------------------------------------------------- |
| 2009 | Mass Effect Galaxy | Miranda Lawson            | Producent: BioWare Data wydania: 22 czerwca 2009     |
| 2010 | Mass Effect 2      | Miranda Lawson            | Producent: BioWare Data wydania: 26 stycznia 2010    |
| 2011 | 3rd Birthday       | Aya Brea                  | Producent: Square Enix Data wydania: 1 kwietnia 2011 |
| 2012 | Mass Effect 3      | Miranda Lawson            | Producent: BioWare Data wydania: 2012                |
| 2016 | Batman: Bad Blood  | Batwoman / Katherine Kane |                                                      |